# اسکله (ترکمن)
اسکله، روستایی است از توابع بخش مرکزی شهرستان ترکمن در استان گلستان ایران.

## جمعیت
این روستا در دهستان جعفربای جنوبی قرار دارد و براساس سرشماری مرکز آمار ایران در سال ۱۳۸۵، جمعیت آن ۲۰ نفر (۶خانوار) بوده‌است.